# Alna (Oslo)
Alna je 12. městská část norského hlavního městě Oslo, součást předměstí Groruddalen. Je pojmenována po řece Alně a vznikla v roce 2004 v rámci reformy ze starších městských částí Hellerud, s výjimkou Trasopu, a Furuset, s výjimkou Høybråtenu, a ze čtvrti Teisen, nejvýchodnější oblasti dřívější části Helsfyr-Sinsen. V severnější, níže položené, části Alny převládá průmysl, sklady a dopravní infrastruktura, zatímco jižní, výše položené, části, hraničící z lesnatou oblastí Østmarka jsou převážně využívány k bydlení. S výjimkou čtvrti Teisen na západě městské části a trati Hovedbanen měla Alna až do 60. let 20. století z větší části zemědělský charakter. S centrem je spojena především trasou metra, které má na zdejší stanici Ellingsrudåsen konečnou linky Furuset.
Skládá se z následujících čtvrtí:
- Ellingsrud
- Furuset
- Haugerud
- Hellerudtoppen
- Lindeberg
- Trosterud
- Tveita
- Teisen